# Cristalografía de rayos X

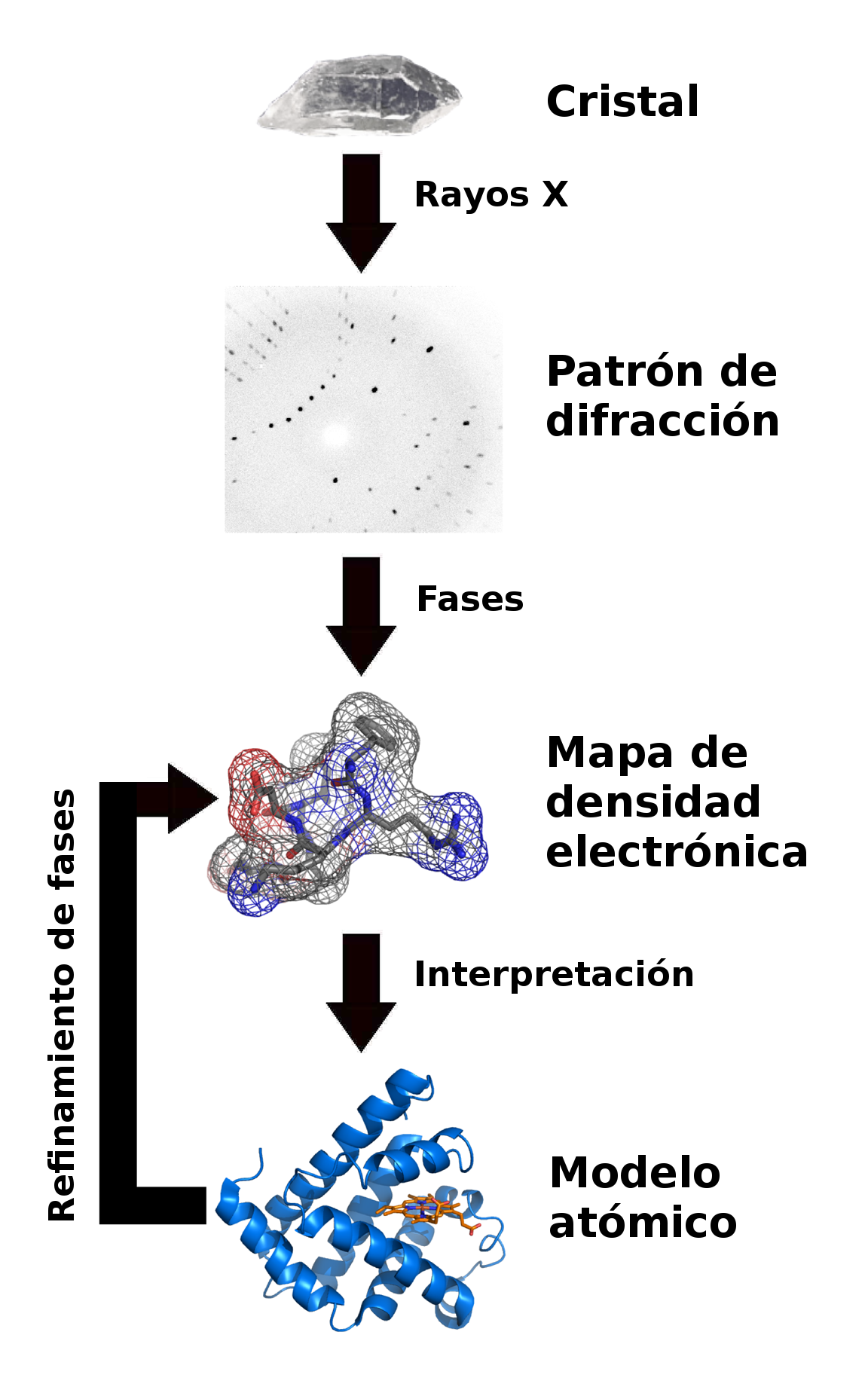
Proceso de determinación de la estructura de una molécula por cristalografía de rayos X.

La cristalografía de rayos X es una técnica experimental para el estudio y análisis de materiales, basada en el fenómeno de difracción de los rayos X por sólidos en estado cristalino.
Los rayos X son difractados por los electrones que rodean los átomos por ser su longitud de onda del mismo orden de magnitud que el radio atómico. El haz de rayos X emergente tras esta interacción contiene información sobre la posición y tipo de átomos encontrados en su camino. Los cristales, gracias a su estructura periódica, dispersan elásticamente los haces de rayos X en ciertas direcciones y los amplifican por interferencia constructiva, originando un patrón de difracción. Existen varios tipos de detectores especiales para observar y medir la intensidad y posición de los rayos X difractados, y su análisis posterior por medios matemáticos permite obtener una representación a escala atómica de los átomos y moléculas del material estudiado.
Max von Laue realizó los primeros experimentos de cristalografía de rayos X en 1912. Von Laue, William Henry Bragg y William Lawrence Bragg desarrollaron inicialmente la teoría de difracción de cristales, tarea a la que pronto se sumaron otros científicos. A lo largo del siglo XX tuvieron lugar varios avances teóricos y técnicos, como la aparición de los superordenadores y el uso de sincrotrones para la producción de rayos X, que incrementaron la capacidad del método para determinar las propiedades estructurales de todo tipo de moléculas: sales, materiales inorgánicos complejos, proteínas y hasta componentes celulares como los ribosomas. Es posible trabajar con monocristales o con polvo microcristalino, consiguiéndose diferentes datos en ambos casos: para las aplicaciones que requieren solo una caracterización precisa de los parámetros de la red cristalina, puede ser suficiente la difracción de rayos X por polvo; para una dilucidación precisa de las posiciones atómicas es preferible trabajar con monocristales.
Dada la relación existente entre la estructura tridimensional de las moléculas y sus propiedades químicas y físicas, la cristalografía ha contribuido al avance en varias disciplinas científicas como la química, la biología molecular, la geología, la física aplicada y la ciencia de materiales. La amplia disponibilidad de tubos de rayos X, complementada con el desarrollo de fuentes de rayos X de alta intensidad ha aumentado significativamente su impacto en estos campos de investigación así como en áreas con aplicaciones industriales, como el desarrollo de fármacos y la mineralogía aplicada. La mayor limitación de este método es la necesidad de trabajar con sistemas cristalinos, por lo que no es aplicable a disoluciones, a sistemas biológicos in vivo, a sistemas amorfos o a gases. En algunos casos, los rayos X pueden romper los enlaces químicos que mantienen la integridad estructural, lo que resulta en un modelo distorsionado de la molécula estudiada. Este problema afecta especialmente a los materiales de interés biológico.

## Historia

### Primeros experimentos
La idea de que los cristales son una repetición periódica de un grupo de moléculas ya existía anteriormente a que Wilhelm Conrad Röntgen descubriera los rayos X en 1895. Aunque las distancias típicas entre los planos de la red cristalina se desconocían, se sabía que debían ser muy pequeñas comparadas con la longitud de onda de la luz visible. Esto le dio al físico alemán Max von Laue la idea de utilizar cristales de sulfato de cobre para determinar si los rayos X se componían de partículas u ondas: dedujo que, si fueran ondas, deberían generar un patrón de difracción al atravesar los cristales. Los experimentos se realizaron en 1912, con la ayuda de Walter Friedrich y Paul Knipping, ambos antiguos estudiantes de Röntgen. Estos experimentos confirmaron la presencia de difracción cristalina, interpretada por von Laue como la extensión a tres dimensiones de la difracción de Fraunhofer por un enrejado.
Poco después, los británicos William Henry Bragg y William Lawrence Bragg (padre e hijo respectivamente) reprodujeron el experimento. W.L. Bragg explicó la difracción como la interferencia de los rayos X reflejados por planos cristalinos paralelos, introduciendo la descripción conocida desde entonces como la ley de Bragg. En 1913, Paul Ewald demostró que las dos interpretaciones de los resultados publicadas independientemente por von Laue y Bragg eran equivalentes. Von Laue recibió el premio Nobel de Física en 1914 por su descubrimiento del fenómeno, y los Bragg recibieron el mismo premio un año más tarde por su trabajo en las aplicaciones prácticas. Hacia el final de la década, se había logrado determinar las longitudes de onda de los rayos X y la estructura de varios compuestos inorgánicos simples y se habían establecido las bases teóricas de la técnica gracias al trabajo de los ya mencionados investigadores, Charles Galton Darwin y Peter Debye, entre otros.

### El desarrollo de la técnica: 1920-1960
El período entre 1920 y 1960 se caracterizó por importantes adelantos metodológicos que propiciaron el empleo de la difracción de rayos X para analizar estructuras de moléculas más complejas.
Durante la década de 1920, los avances de la teoría cuántica sirvieron para caracterizar más precisamente la interacción entre los rayos X y los átomos de los cristales; esto posibilitó el análisis correcto de la intensidad de la difracción. En la misma época aparecieron las tablas para determinar la simetría cristalina a partir de la distribución de reflexiones en el patrón de difracción y se empezaron a usar las series de Fourier para representar la distribución de electrones en la red cristalina. Los desarrollos en la representación matemática de la densidad electrónica continuaron hasta la Segunda Guerra Mundial, facilitando la obtención de las primeras estructuras de moléculas orgánicas. En 1935, el cristalógrafo británico Arthur Patterson descubrió un truco matemático para obtener las distancias interatómicas directamente a partir de los datos experimentales, lo que supuso un importante avance en el análisis de la difracción.
Entre las décadas de 1940 y 1960, surgieron otros procedimientos para la determinación de estructuras, especialmente, métodos heurísticos basados en el proceso de ensayo y error, que demostraron ser bastante exactos en combinación con restricciones condicionantes basadas en las propiedades físicas de una estructura correcta, como por ejemplo, que la densidad electrónica debe ser siempre positiva. En este período la cristalografía empezó a adquirir importancia en el campo de la química orgánica, proceso que culminó con la determinación en 1957 de la estructura de la vitamina B12, un proyecto liderado por Dorothy Hodgkin.

### Avances en cristalografía de macromoléculas: 1960-1980
El adelanto más trascendente durante las décadas de los 60 y 70 fue el reconocimiento de la cristalografía de proteínas y de moléculas involucradas en procesos biológicos en general como área de investigación clave en la biología molecular. El año 1962 marcó un hito al otorgarse dos premios Nobel por los resultados obtenidos usando métodos cristalográficos en esta área: el premio Nobel de Química fue concedido a Max Perutz y John Kendrew por sus estudios cristalográficos de las proteínas hemoglobina y mioglobina y el premio Nobel de Medicina a Francis Crick, James Watson y Maurice Wilkins por descubrir que el ADN forma una doble hélice. En 1964 Dorothy Hodgkin también obtuvo el premio Nobel de Química por la determinación de varias estructuras de importancia biológica, como la penicilina y la vitamina B12, entre otras.
Un adelanto que facilitó en gran medida el éxito de las técnicas cristalográficas tanto en el caso de macromoléculas orgánicas con un gran número de átomos como en el de moléculas de menor tamaño fue el desarrollo de ordenadores digitales; gracias a ellos fue posible usar programas para medir y analizar fácilmente los datos obtenidos en los experimentos en vez de realizar los laboriosos cálculos manualmente. Sin embargo, al final de este período el estudio de proteínas estaba aún limitado por la ausencia de fuentes de rayos X intensos y el empleo de película fotográfica para medir los patrones de difracción, lo que requería un largo proceso de revelado y digitalización de las imágenes. A consecuencia de estas limitaciones, y a pesar del reconocimiento generalizado del potencial de la cristalografía para estos experimentos, a finales de la década de 1970 el Banco de Datos de Proteínas solo contaba con unas sesenta entradas.

### Expansión y madurez: 1980-2010
Los tubo de rayos X, con sucesivas mejoras, se utilizaron como la fuente primordial de rayos X para los experimentos de cristalografía desde sus comienzos hasta la década de 1970, época en la que se empezó a experimentar con la radiación de sincrotrón de rayos X. Los sincrotrones dedicados exclusivamente a la producción de rayos X aparecieron en la década de 1980 y su número no ha dejado de aumentar desde entonces. En la primera década del siglo XXI se construyeron los primeros láseres de electrones libres de rayos-X, capaces de producir haces de luz pulsada de una intensidad de órdenes de magnitud mayor que en las fuentes de luz sincrotrón convencionales. La duración de los pulsos de luz, del orden de femtosegundos ofrece la posibilidad de observar cambios en los cristales a escalas temporales inalcanzables anteriormente. Durante estos años también se desarrollaron nuevos detectores bidimensionales o «de área», capaces de generar directamente una imagen digitalizada del patrón de difracción. Estos detectores facilitaron la rápida medición y análisis de la difracción y sustituyeron totalmente a las placas fotográficas usadas hasta entonces.
Los mencionados avances, unidos al incremento de la capacidad de los ordenadores modernos para almacenar y procesar datos, han permitido llevar a cabo experimentos antaño irrealizables, y han desembocado en un aumento exponencial del número de estructuras elucidadas por métodos cristalográficos. El desarrollo más notable ha tenido lugar en el área de las macromoléculas orgánicas, con más de 88 000 estructuras depositadas en el Banco de Datos de Proteínas al comienzo de 2013. La obtención en 2000 de la estructura del ribosoma, un enorme complejo de ácidos nucleicos y varias proteínas donde tiene lugar la síntesis de proteínas en la célula, ilustra las capacidades que ha alcanzado la técnica.

## Aspectos físicos

### Cristales y redes cristalinas

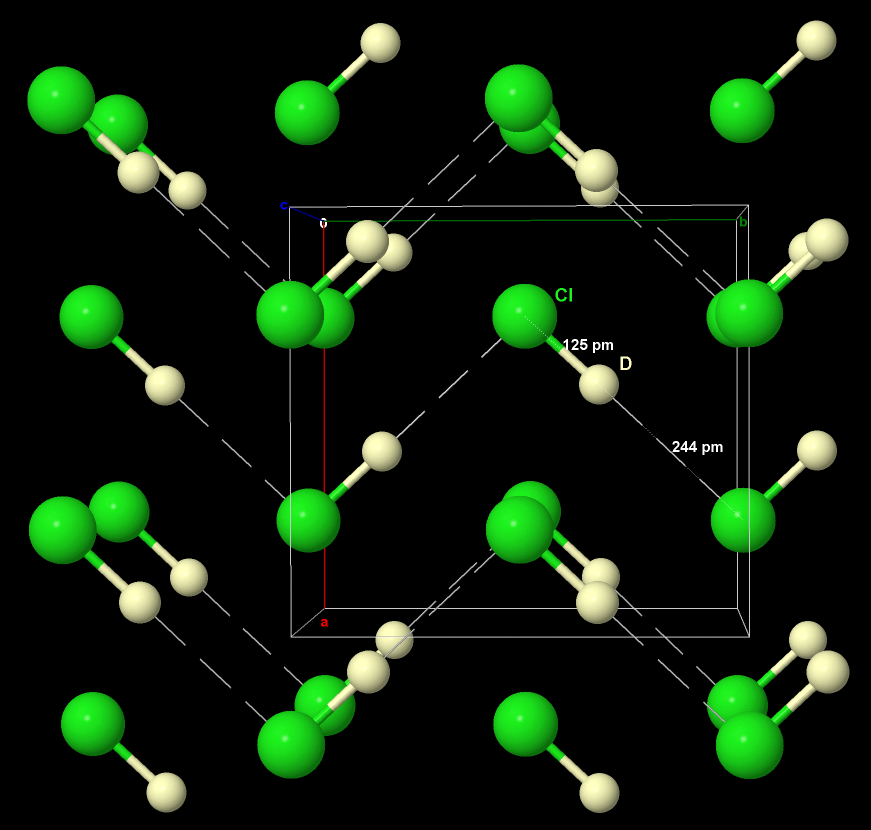
Estructura cristalina de
cloruro de hidrógeno deuterado con la celda unidad superpuesta
sobre las moléculas. La red cristalina se forma mediante la
translación de la celda unidad a lo largo de las direcciones definidas
por y.

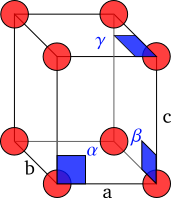
Parámetros de la celda unidad.

Los cristales están formados por una repetición periódica de moléculas
en tres dimensiones. El cristal se puede representar matemáticamente
como una red tridimensional, llamada «red de Bravais», en la que todas las
intersecciones, o nodos, son idénticas. El paralelepípedo definido por las líneas entre distintos nodos de la red se conoce como la celda unidad; aunque para una red dada sea posible designar múltiples celdas unidad que cumplan esta definición, por convención se escoge habitualmente la de menor volumen que refleje la simetría del cristal. La celda unidad se define por la longitud de sus lados {\displaystyle a}, {\displaystyle b} y {\displaystyle c} en la dirección de los tres ejes espaciales y los ángulos {\displaystyle \alpha }, {\displaystyle \beta } y {\displaystyle \gamma } que los ejes de la red forman entre sí. Las coordenadas de cualquier punto de la red cristalina se pueden expresar como una combinación lineal de los vectores {\displaystyle \mathbf {a} }, {\displaystyle \mathbf {b} } y {\displaystyle \mathbf {c} }.
La posición de un átomo en la celda unidad se expresa como coordenadas fraccionarias de {\displaystyle \mathbf {a} }, {\displaystyle \mathbf {b} } y {\displaystyle \mathbf {c} } de la siguiente forma:
{\displaystyle R=x\mathbf {a} +y\mathbf {b} +z\mathbf {c} }
con las coordenadas ({\displaystyle x}, {\displaystyle y}, {\displaystyle z}) comprendidas entre 0 y 1.
El objetivo de los experimentos de difracción por rayos X es averiguar {\displaystyle x}, {\displaystyle y} y {\displaystyle z} para cada átomo. Para lograrlo es necesario, en primer lugar, determinar la relación entre la red cristalina y la geometría del patrón de difracción y, en segundo lugar, obtener las posiciones de los átomos a partir de la intensidad de la difracción.

### Rayos X

Representación esquemática de una onda electromagnética, mostrando la oscilación periódica de los campos eléctrico y magnético.

Los rayos X son un tipo de radiación electromagnética con longitudes
de onda entre 10 y 10-2 nm o energías entre 0,1 y
100 keV. Para los experimentos de difracción cristalina se suelen usar rayos X de energía relativamente alta, del orden de 10 keV, correspondiente a longitudes de onda del orden de 0,1 nm.
Los rayos X se describen matemáticamente como una onda sinusoidal propagándose a través del espacio.
Tomando un punto arbitrario como origen, el valor del campo eléctrico {\displaystyle E} en función del tiempo
{\displaystyle t} se puede escribir como:
{\displaystyle E(t)=A\exp(2\pi ict/\lambda )}
{\displaystyle A} es la amplitud de la oscilación, {\displaystyle \lambda }
la longitud de onda y {\displaystyle c} la velocidad de la luz. A consecuencia de la interacción con los electrones de los átomos en la muestra, la onda sufre un desfase {\displaystyle \alpha } con respecto a la onda en el punto de origen:
{\displaystyle E(t)=A\exp(2\pi ict/\lambda )\exp(2\pi i\alpha )}
La diferencia de fase depende de la distancia entre el punto de origen y los átomos del material; esto implica que la estructura atómica, es decir, las posiciones que ocupan los átomos, se pueden derivar de la fase de los rayos X que han atravesado el material.

### Dispersión elástica de rayos X
El fenómeno de difracción cristalina tiene su origen en la dispersión elástica o scattering elástico del haz de rayos X por los átomos del cristal. En este tipo de interacción, el electrón desvía los rayos X, que toman exactamente la misma trayectoria que un rayo de luz visible reflejado en un espejo, es decir, los
rayos dispersados emergen a un ángulo {\displaystyle 2\theta } con respecto a la dirección de los rayos incidentes. Tanto el electrón como los rayos X conservan su energía inicial durante esta interacción.
La dispersión elástica por un grupo de átomos en una dirección dada se puede cuantificar con una cantidad conocida como factor de estructura que es igual a la suma de los rayos reflejados por cada átomo {\displaystyle j} que interactúa con los rayos incidentes
{\displaystyle \mathbf {F} (\mathbf {S} )=\sum \limits _{j}f_{j}\exp(2\pi i\mathbf {r} _{j}\cdot \mathbf {S} )}
{\displaystyle f} es una función llamada factor de forma atómica —o factor de dispersión atómica— que describe la dispersión por todos los electrones del átomo en conjunto. La dispersión elástica atómica depende del número atómico {\displaystyle Z} y del ángulo de incidencia de los rayos X. El cambio de fase de los rayos dispersados durante la interacción viene dado por el producto escalar de {\displaystyle \mathbf {r} _{j}}, el vector entre el origen y cada átomo {\displaystyle j} y {\displaystyle \mathbf {S} }, conocido como vector de dispersión, con magnitud {\displaystyle 2\sin \theta /\lambda } y dirección perpendicular al plano virtual de reflexión.

### Difracción cristalina

#### Ley de Bragg
La difracción en una dirección dada se debe esencialmente a la relación entre las fases de todas las ondas reflejadas por cada celda unidad del cristal en esa dirección. Los rayos que han atravesado distintos puntos del cristal siguen caminos ópticos de diferente longitud y esta diferencia da lugar a un cambio en la amplitud de la onda resultante; cuando la diferencia de fase es de 180 grados, las ondas se anulan entre sí. Por el contrario, cuando las ondas están en fase, la amplitud de la onda final es la suma de las amplitudes para cada onda. Puesto que un cristal está compuesto de un gran número celdas unidad, la interferencia constructiva entre todas ellas resulta en un haz lo suficientemente intenso para poder ser medido con un detector de rayos X.

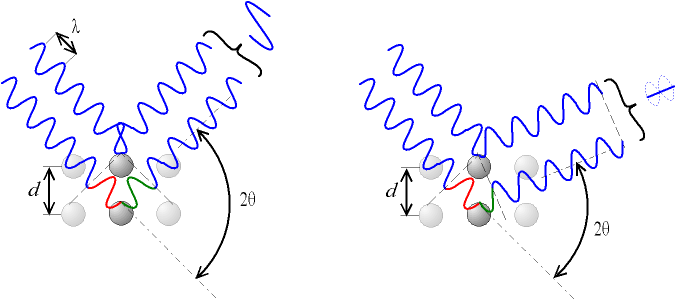
Ley de Bragg: Los átomos o grupos de átomos en la red cristalina están representados por esferas (para simplificar el diagrama, la tercera dimensión del cristal no se representa). Las esferas se sitúan sobre planos imaginarios paralelos, perpendiculares al diagrama, separados por. Los rayos X inciden sobre los planos a un ángulo. En la imagen de la izquierda, la diferencia en el camino recorrido por las ondas dispersadas por los dos planos es un múltiplo entero de la longitud de onda; por lo tanto, las ondas emergentes están en fase y se observa difracción a un ángulo respecto de los planos de difracción o respecto al haz incidente. A la derecha, con un ángulo de incidencia diferente, la Ley de Bragg no se cumple para esta familia de planos cristalinos; las ondas emergentes están desfasadas y no se observa difracción.

La condición para que las ondas estén en fase es que la diferencia de sus caminos ópticos sea cero o un múltiplo entero {\displaystyle n} de la longitud de onda. En un cristal, la diferencia en el camino óptico entre átomos situados en posiciones equivalentes en distintas celdas unidad es {\displaystyle 2d\sin \theta } donde {\displaystyle d} es la distancia entre los planos imaginarios que unen los puntos equivalentes de la red cristalina. Es decir, para que se observe interferencia constructiva de rayos X a un ángulo de observación {\displaystyle 2\theta }, se debe cumplir la expresión conocida como Ley de Bragg:
{\displaystyle n\lambda =2d\sin \theta }
Como en el caso de la dispersión elástica por un átomo, la difracción cristalina se puede interpretar como la reflexión especular de los rayos X por todos los planos del cristal a un ángulo {\displaystyle \theta } del haz incidente y separados entre sí por la distancia {\displaystyle d} que cumple la ley de Bragg. Por este motivo, los puntos del patrón de difracción se denominan «reflexiones».

Índices de Miller: La figura muestra ejemplos de diferentes planos de difracción en una celda unidad, ilustrando la correspondencia entre los índices de Miller y la orientación de los planos en el sistema de coordinadas definido por aquella.

#### Índices de Miller
Para que se cumpla la ley de Bragg para un grupo de planos de reflexión paralelos, estos deben cruzar los ejes de la celda unidad un número entero de veces. Las reflexiones cristalinas se identifican mediante tres números {\displaystyle h}, {\displaystyle k} y {\displaystyle l} iguales al número de intersecciones de los planos con los ejes
{\displaystyle a}, {\displaystyle b} y {\displaystyle c} de la celda. Los números {\displaystyle h}, {\displaystyle k} y {\displaystyle l}
reciben el nombre de índices de Miller. Matemáticamente, los índices de Miller describen un vector perpendicular al plano de reflexión en el sistema de coordenadas definido por la red cristalina.

#### La red recíproca
Se denomina red recíproca a la transformada de Fourier de la red cristalina. Esta construcción matemática facilita la
representación de los planos de reflexión y la visualización
de la relación entre la orientación del cristal y el patrón de
difracción. Las coordenadas de cada punto de la red recíproca coinciden con los
índices de Miller, es decir, cada punto de la red recíproca representa a una
familia de planos de Miller en el espacio real de la red cristalina; la
distancia del origen a cada punto de la red es {\displaystyle 1/d}.
Al igual que en el caso de la red cristalina, los
puntos de la red recíproca se pueden expresar como una combinación
lineal de vectores  {\displaystyle \mathbf {a} ^{\ast }}, {\displaystyle \mathbf {b} ^{\ast }} y
{\displaystyle \mathbf {c} ^{\ast }}:
{\displaystyle \mathbf {O} \mathbf {H} =h\mathbf {a} ^{\ast }+k\mathbf {b} ^{\ast }+l\mathbf {c} ^{\ast }}
La relación entre los parámetros de la celda unidad ({\displaystyle a}, {\displaystyle b}, {\displaystyle c}, {\displaystyle \alpha }, {\displaystyle \beta }, {\displaystyle \gamma }) de volumen {\displaystyle V} y la celda unidad recíproca ({\displaystyle a^{\ast }}, {\displaystyle b^{\ast }}, {\displaystyle c^{\ast }},

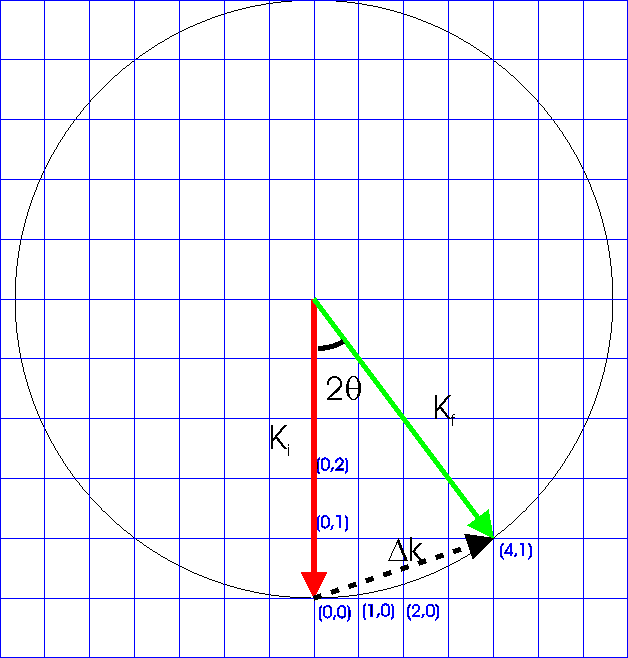
Representación bidimensional de la construcción de
Ewald. Los rayos X incidentes están representados por el vector de
onda, de amplitud. La red
recíproca se representa en azul; para simplificar el diagrama, solo se muestran las
coordenadas de algunos puntos de la red, representando a los planos de Miller
correspondientes. El punto (4,1) coincide con la superficie de la
esfera, por lo tanto se observará un haz de rayos X con el vector de onda reflejado en la
dirección dada por. La magnitud del vector diferencia entre
y o vector de difracción es la distancia entre los
planos paralelos de índices (4,1).

{\displaystyle \alpha ^{\ast }},{\displaystyle \beta ^{\ast }}, {\displaystyle \gamma ^{\ast }}) es la siguiente:
{\displaystyle a^{\ast }={\frac {bc\sin \alpha }{V}};b^{\ast }={\frac {ac\sin \beta }{V}};c^{\ast }={\frac {ab\sin \gamma }{V}}}
{\displaystyle V^{\ast }=a^{\ast }b^{\ast }c^{\ast }{\sqrt {1-\cos ^{2}\alpha ^{\ast }-\cos ^{2}\beta ^{\ast }-\cos ^{2}\gamma ^{\ast }+2\cos \alpha ^{\ast }\cos \beta ^{\ast }\cos \gamma ^{\ast }}}}
{\displaystyle \cos \alpha ^{\ast }={\frac {\cos \beta \cos \gamma -\cos \alpha }{\sin \beta \sin \gamma }};\cos \beta ^{\ast }={\frac {\cos \alpha \cos \gamma -\cos \beta }{\sin \alpha \sin \gamma }};\cos \gamma ^{\ast }={\frac {\cos \alpha \cos \beta -\cos \gamma }{\sin \alpha \sin \beta }}}

#### La esfera de Ewald
Para visualizar fácilmente los planos de Miller que contribuyen a la
difracción en una dirección dada y determinar la relación entre la orientación del cristal y el patrón de difracción, se utiliza la construcción conocida
como esfera de Ewald. La esfera de Ewald ilustra todas las posibles
direcciones en que los rayos X pueden ser reflejados por el
cristal. El radio de esta esfera es {\displaystyle 1/\lambda } y su extremo
en la dirección del haz de rayos X incidente coincide con el origen de
la red recíproca.
Si un punto de la red recíproca de coordenadas
{\displaystyle (h,k,l)} se encuentra sobre
la superficie de la esfera de Ewald, los planos de Miller con índices
{\displaystyle (h,k,l)} darán lugar a un punto de difracción en la
dirección definida por el centro de la esfera y ese punto de la red
recíproca. La distancia entre el origen y {\displaystyle (h,k,l)} es
{\displaystyle 1/d}, por lo que se puede demostrar geométricamente que
esta condición de difracción es equivalente a la ley de Bragg.

#### El factor de estructura cristalino
El vector con coordenadas {\displaystyle (h,k,l)} en la red recíproca es
perpendicular al plano de reflexión y su magnitud es
{\displaystyle 1/d=2\sin \theta /\lambda }; es decir, es un vector de dispersión
{\displaystyle \mathbf {S} }, introducido en la definición del
factor de estructura {\displaystyle \mathbf {F} (\mathbf {S} )}, para el que se cumple la ley de Bragg. Por lo tanto, el factor de estructura en la dirección definida por los planos de Miller descritos por los índices {\displaystyle (h,k,l)} se reformula como
{\displaystyle \mathbf {F} _{hkl}=\sum \limits _{j}f_{j}\exp(2\pi i\mathbf {r} _{j}\cdot \mathbf {S} )=\sum \limits _{j}f_{j}\exp(2\pi i(x_{j}h+y_{j}k+z_{j}l))}
donde {\displaystyle (x,y,z)} es el vector de coordenadas del átomo {\displaystyle j} en el sistema definido por la celda unidad y la suma se realiza para todos los átomos contenidos en ella. En lugar de sumar las contribuciones de cada átomo, también se puede realizar una integración sobre los electrones en el volumen {\displaystyle V} de la celda unidad, cuya distribución por elemento de volumen se representa por la función de densidad electrónica {\displaystyle \rho (x,y,z)}:
{\displaystyle \mathbf {F} _{hkl}=\int _{x}\int _{y}\int _{z}\rho (x,y,z)\exp(2\pi i(xh+yk+zl))dzdydx}

Representación vectorial de la Ley de Friedel en la ausencia de absorción. Las magnitudes de los factores de estructura relacionados por esta ley, conocidos como «pares Friedel» son iguales, y sus fases, opuestas.

La aplicación de las operaciones de simetría del cristal a las coordenadas {\displaystyle (x,y,z)} resulta en relaciones de igualdad entre los factores de estructura de diferentes reflexiones. A las reflexiones así relacionadas se las denomina «simétricamente equivalentes». En los experimentos cristalográficos, donde el grupo de simetría no se conoce con certeza a priori, se comparan las reflexiones relacionadas por diversas operaciones de simetría para caracterizar la simetría del cristal. La igualdad entre los módulos o «amplitudes» de las reflexiones relacionadas por un centro de inversión, con índices de Miller {\displaystyle (h,k,l)} y {\displaystyle (-h,-k,-l)}
{\displaystyle |\mathbf {F} _{hkl}|=|\mathbf {F} _{{\bar {h}}{\bar {k}}{\bar {l}}}|}
se conoce como ley de Friedel y ocurre incluso en la ausencia de simetría, aparte de la traslación de la celda unidad sobre la red cristalina. En la práctica la ley de Friedel no se cumple exactamente debido a la presencia de interacciones inelásticas entre los rayos X y los átomos, que resultan en absorción de energía por estos. Esos efectos suelen ser pequeños comparados con las interacciones elásticas y no se suelen tener en cuenta, excepto para longitudes de onda en la vecindad de una discontinuidad de absorción del cristal.

## El problema de las fases
El propósito de los experimentos cristalográficos no es obtener el patrón de difracción, sino el valor de la función de distribución electrónica {\displaystyle \rho (x,y,z)}, lo que permite determinar la posición de los átomos y la estructura tridimiensional de la molécula cristalina. Se puede demostrar que {\displaystyle \rho (x,y,z)} puede representarse como sumas de Fourier de los factores de estructura en todas las direcciones:
{\displaystyle \rho (x,y,z)={\frac {1}{V}}\sum \limits _{h}\sum \limits _{k}\sum \limits _{l}|\mathbf {F} _{hkl}|\exp(-2\pi i(xh+yk+zl))}
Mientras que el módulo del factor de estructura es simplemente la raíz cuadrada de la intensidad del punto de difracción, medida por un detector sensible a los rayos X, la fase no se puede computar directamente. Esto se conoce como el «problema de las fases». Existen varios métodos para resolver el problema de las fases y elucidar la estructura atómica, clasificados en los siguientes grupos:
- Métodos de Patterson
- Métodos directos
- Dispersión anómala
- Reemplazamiento isomorfo
- Reemplazamiento molecular

### Método de Patterson
La función de Patterson se calcula efectuando la síntesis de Fourier con el cuadrado de los factores de estructura {\displaystyle |\mathbf {F} _{hkl}|^{2}} como coeficientes. Esta función se puede calcular directamente a partir de los datos experimentales, al no depender de la fase de los factores de estructura. En 1935, Arthur Patterson se percató de que los máximos de esta función corresponden a los vectores que se pueden trazar entre cada par de átomos en la celda unidad, lo cual se puede utilizar en ciertos casos favorables para determinar la posición de todos o algunos átomos. En particular, el análisis de la función de Patterson se utiliza a menudo para localizar los átomos causantes de diferencias isomorfas o anómalas, lo cual es a su vez el primer paso para solucionar el problema de las fases por estos otros métodos.

### Métodos directos
La función de distribución de densidad electrónica {\displaystyle \rho (x,y,z)} se caracteriza por ser siempre positiva y alcanzar valores máximos alrededor de los átomos. Estas y otras propiedades derivadas de principios básicos, expresadas en forma matemática, se utilizan para discriminar entre valores de las fases que resultan en una estructura con características físicamente posibles y los que no y, por eliminación de estos últimos, elucidar la estructura de la molécula de interés. Este método se usa corrientemente para resolver el problema de las fases para moléculas pequeñas. En contraste, en el caso de los cristales de macromoléculas, los métodos directos no suelen ser suficientes para resolver la estructura totalmente ab initio sin ninguna información experimental adicional; esto se debe a que, por un lado, los cristales de proteínas y moléculas de similar tamaño raramente difractan a una resolución suficiente para obtener el número de reflexiones requerido para determinar todos los parámetros atómicos y, por otro lado, al gran número de átomos en la celda unidad, que causa que las relaciones entre las probabilidades de las fases sean menos determinantes que en los casos de moléculas que cuentan con pocos átomos.
A pesar de los límites del método, sus principios también se aplican en el área de difracción de macromoléculas para mejorar las fases obtenidas por otros métodos y el cálculo de las fases a partir de un modelo de baja resolución. En la cristalografía de proteínas, las propiedades claves para discriminar entre fases correctas e incorrectas incluyen:
- El contraste entre las zonas de la celda unidad ocupadas por moléculas de agua o solvente en estado amorfo y las zonas ordenadas ocupadas por la molécula.
- Una distribución característica de la probabilidad de valores de la densidad electrónica.

Al igual que la función de Patterson, los métodos directos también se utilizan para determinar las posiciones de átomos especiales en los métodos de sustitución o reemplazamiento isomorfo y de dispersión anómala.

### Reemplazamiento isomorfo
El reemplazamiento isomorfo o sustitución isomorfa es un método para resolver el problema de las fases empleado predominantemente en cristalografía de macromoléculas. Consiste en la introducción en el medio de cristalización de un compuesto químico de pequeño tamaño conteniendo un átomo pesado, es decir de un número atómico elevado. Los compuestos de mercurio, platino, uranio, y oro son los más utilizados, entre muchos otros. Para que el método tenga éxito se debe establecer un enlace químico entre la molécula de interés y el átomo pesado, y la molécula modificada o «derivada» debe formar cristales isomorfos, con la misma simetría que los obtenidos a partir de la molécula «nativa» sin modificar. El factor de estructura de la molécula derivada {\displaystyle \mathbf {F} _{hkl}^{PH}} es la suma del factor de estructura «nativo» {\displaystyle \mathbf {F} _{hkl}^{P}} y la contribución del átomo pesado {\displaystyle \mathbf {F} _{hkl}^{H}}.
Las fases del átomo pesado que contribuyen a esto se pueden calcular por métodos directos a partir de las diferencias {\displaystyle \mathbf {F} ^{PH}-\mathbf {F} ^{P}}. Aunque una sola sustitución isomorfa no es suficiente para determinar {\displaystyle \mathbf {F} ^{P}}, si se repite el proceso con al menos una segunda estructura derivada diferente, es posible determinar las fases para la estructura nativa, por el método conocido como reemplazamiento isomorfo múltiple o sus siglas en inglés MIR (Multiple Isomorphous Replacement)
Las principal limitación de este método estriba en la dificultad de encontrar compuestos que reaccionen con la molécula a estudiar sin destruir al mismo tiempo el cristal o modificar sensiblemente su simetría o las
dimensiones de la celda unidad.

### Dispersión anómala

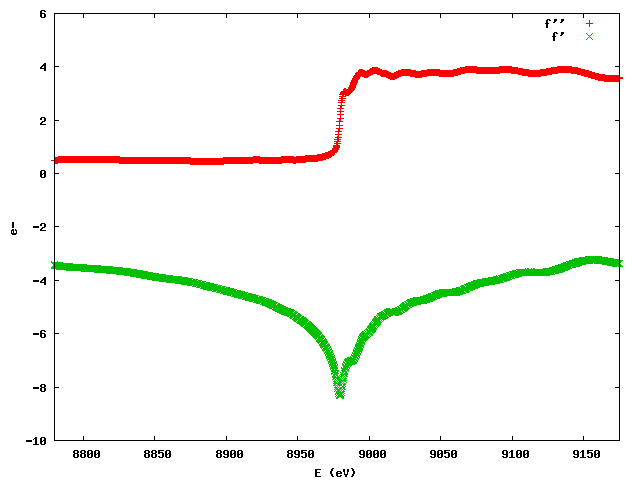
Valores de las componentes del factor de estructura anómalo f" y f' alrededor de un salto de absorción.

El factor de forma atómica {\displaystyle f} no solo describe la dispersión elástica, sino también el efecto fotoeléctrico, que tiene lugar cuando los electrones cambian su estado cuántico al absorber parte de la energía de los rayos X. El término que corresponde a la dispersión inelástica o «anómala» es un número complejo
{\displaystyle f_{A}=f'_{A}+if''_{A}}.
Ambas componentes real {\displaystyle f'_{A}} e imaginaria {\displaystyle f''_{A}} alteran la magnitud de los factores de estructura. La componente imaginaria, relacionada con el coeficiente de absorción, introduce además un cambio de fase que resulta en diferentes magnitudes de los pares Friedel  {\displaystyle \mathbf {F} _{hkl}} y {\displaystyle \mathbf {F} _{{\bar {h}}{\bar {k}}{\bar {l}}}}, idénticas en ausencia de este efecto.
La contribución anómala al factor de estructura es menor que la contribución elástica {\displaystyle f_{0}} y a menudo no es necesario tenerla en cuenta. Sin embargo, {\displaystyle f_{A}} depende de la longitud de onda de los rayos X y experimenta grandes variaciones cuando la energía del haz incidente es similar a la energía de un nivel atómico del átomo. Cuando {\displaystyle f'_{A}} y {\displaystyle f''_{A}} alcanzan sus valores máximos los cambios en la magnitud y fase de los factores de estructura pueden ser significativos. Si algunos átomos en la molécula resultan afectados por este tipo de interacción, se pueden hallar sus posiciones en la celda unidad analizando las diferencias de intensidad entre las mismas reflexiones medidas a distintas longitudes de onda, o entre los pares de Friedel a la misma longitud de onda. Dichas diferencias se pueden utilizar para resolver el problema de las fases, por el método MAD (Multiwavelength Anomalous Dispersion/Diffraction o ‘dispersión/difracción anómala a múltiples longitudes de onda’) o SAD (Single-wavelength Anomalous Dispersion/Diffraction o ‘dispersión/difracción anómala a una sola longitud de onda’)
La mayoría de los átomos pesados usados en el método de reemplazamiento isomorfo exhiben una dispersión anómala importante en el rango de longitudes de onda usado en los experimentos cristalográficos, por lo cual estas dos técnicas se usan a veces en conjunción. La ventaja de los métodos basados en la dispersión anómala es que, al precisar en principio solo un cristal para determinar las fases, no están limitados por un isomorfismo imperfecto. El uso de radiación sincrotrón, que se puede sintonizar a las longitudes de onda que optimizan la dispersión anómala, ha resultado en un fuerte incremento de la popularidad del método.

### Reemplazamiento molecular
El método de reemplazamiento molecular consiste en el empleo de una molécula de estructura conocida para calcular las fases iniciales de una segunda molécula con elementos estructurales comunes con la primera. Este es el método más usado para determinar la estructura de macromoléculas como las proteínas, ya que muchas de ellas se agrupan en familias con una estructura similar o forman complejos supramoleculares en los que se conoce la estructura de una o más componentes.
La desventaja del reemplazamiento molecular es que las fases obtenidas están sesgadas hacia la estructura utilizada como punto de partida, lo que no ocurre con las técnicas basadas enteramente en los datos de difracción experimentales y conocimiento a priori de las propiedades químicas o estructurales del material. El éxito de este método depende de algoritmos sofisticados para detectar y eliminar este sesgo durante el refinamiento de las fases.

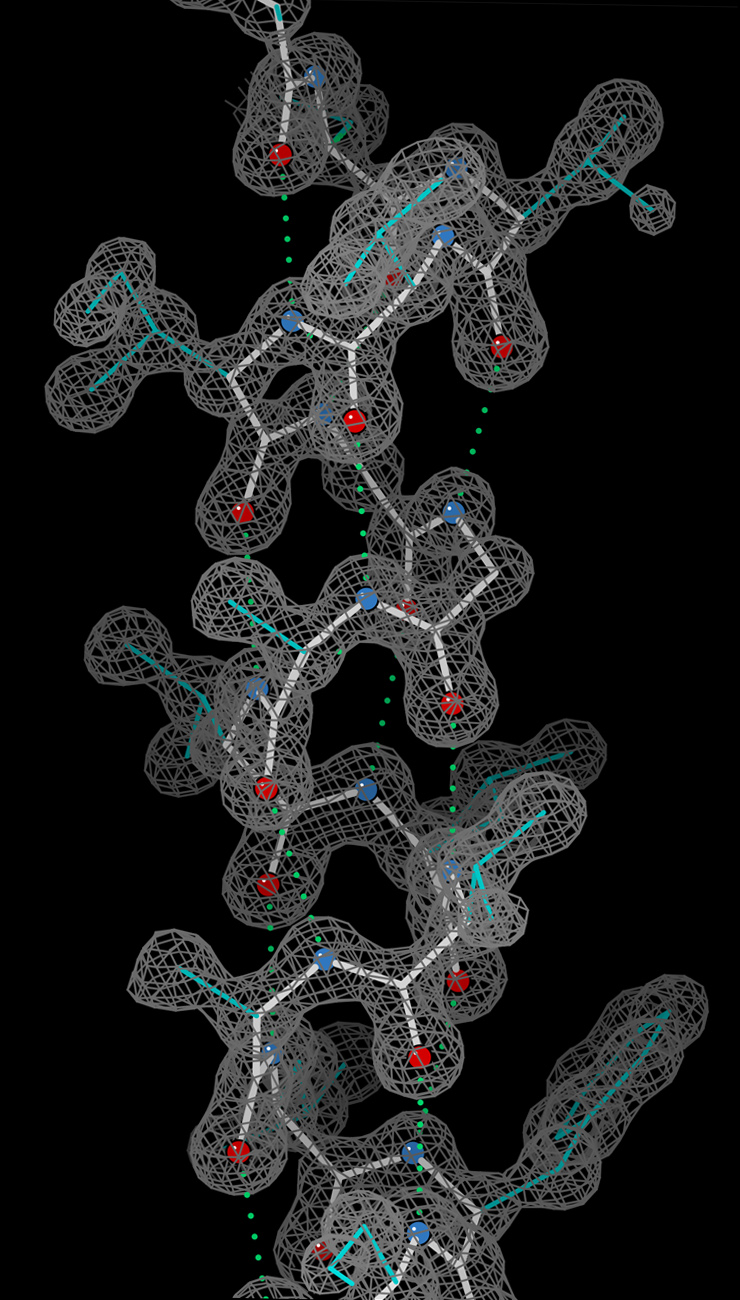
La obtención de las fases permite calcular un mapa de densidad electrónica (mostrado en blanco), a partir del cual se construye el modelo de la estructura. El modelo suele consistir en líneas, representando los enlaces atómicos, o puntos, representando átomos individuales. En la figura se usan ambas representaciones.

## Refinamiento de la estructura
Una vez calculada la función {\displaystyle \rho (x,y,z)} a partir de las fases, se puede construir un modelo de la estructura en el mapa de densidad
electrónica, descrito por un número de parámetros: las posiciones de cada átomo {\displaystyle x_{j}},
{\displaystyle y_{j}} y {\displaystyle z_{j}}, su factor de temperatura
{\displaystyle B_{j}} representando los desplazamientos de los átomos con respecto a su posición media, etc. La determinación inicial de estos parámetros puede ser incorrecta, debido a errores en la determinación de las fases o fallos de interpretación de la densidad
electrónica. Durante el refinamiento, se modifica reiterativamente el modelo y a continuación se compara el módulo de los factores de estructura {\displaystyle \mathbf {F} _{c}} calculados a partir de este con el de los factores de estructura experimentales {\displaystyle \mathbf {F} }, hasta que la diferencia entre ambos sea mínima. La figura de mérito utilizada para la comparación es el factor R, definido como:
{\displaystyle R={\frac {\sum ||\mathbf {F} |-|\mathbf {F} _{c}||}{\sum |\mathbf {F} |}}}
La suma se realiza sobre todas las reflexiones {\displaystyle hkl}.
Se usan dos técnicas matemáticas para ajustar los parámetros del modelo durante el refinamiento: los mínimos cuadrados y la máxima verosimilitud. El segundo método requiere más recursos computacionales, pero es más general y se aplica con preferencia en problemas difíciles, como macromoléculas y difracción a baja resolución.

## Cristalización

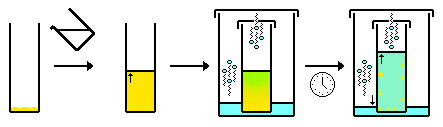
Esquema ilustrativo del método de difusión de vapor para obtener cristales para su estudio por rayos X.

Para obtener datos de difracción de un cristal, este debe cumplir ciertos requisitos en cuanto a tamaño, pureza y regularidad de la red cristalina. Aunque a veces es posible utilizar cristales de metales o minerales inorgánicos formados por medios naturales, a menudo es necesario prepararlos mediante recristalización o precipitación del
material en una solución líquida sobresaturada en condiciones controladas de concentración y temperatura. En el método de cristalización por difusión de vapor, la solución que contiene el material a cristalizar junto con un precipitante alcanza un estado de equilibrio termodinámico con otra solución más concentrada del precipitante, por difusión del disolvente hacia esta a través del aire; esta técnica se usa tanto para moléculas de pocos átomos como para proteínas y otras macromoléculas. Un segundo método es la cristalización en geles, muy útil para cristalizar materiales insolubles; esta técnica, lenta comparada con la difusión de vapor, consiste en la introducción de un reactante en un gel antes de que este se endurezca. Posteriormente se introduce otra solución de un segundo reactante en la capa superior del gel, desde donde se difunde al resto de la matriz y reacciona con la primera sustancia para dar lugar a cristales.
Las condiciones de preparación de cristales deben también ser las adecuadas para obtener cristales de un tamaño óptimo para su estudio por difracción de rayos X; la talla ideal está determinada por la densidad y composición de la muestra: mientras que los cristales de gran tamaño atenúan excesivamente los rayos X y suelen presentar irregularidades en la matriz cristalina, los de talla muy pequeña difractan débilmente. En el caso de cristales de materiales orgánicos, son preferibles los cristales de unas décimas de milímetro; no obstante, cuando se usan fuentes de rayos X muy intensas, como láseres de electrones libres o líneas de luz sincrotrón modernas, es posible trabajar con cristales de dimensiones de unos veinte μm o incluso menores. Para las aplicaciones de cristalografía en polvo, se requieren al menos varios cientos de miligramos de material machacado hasta formar cristales de aproximadamente diez μm o menores.

### Fuentes de rayos X

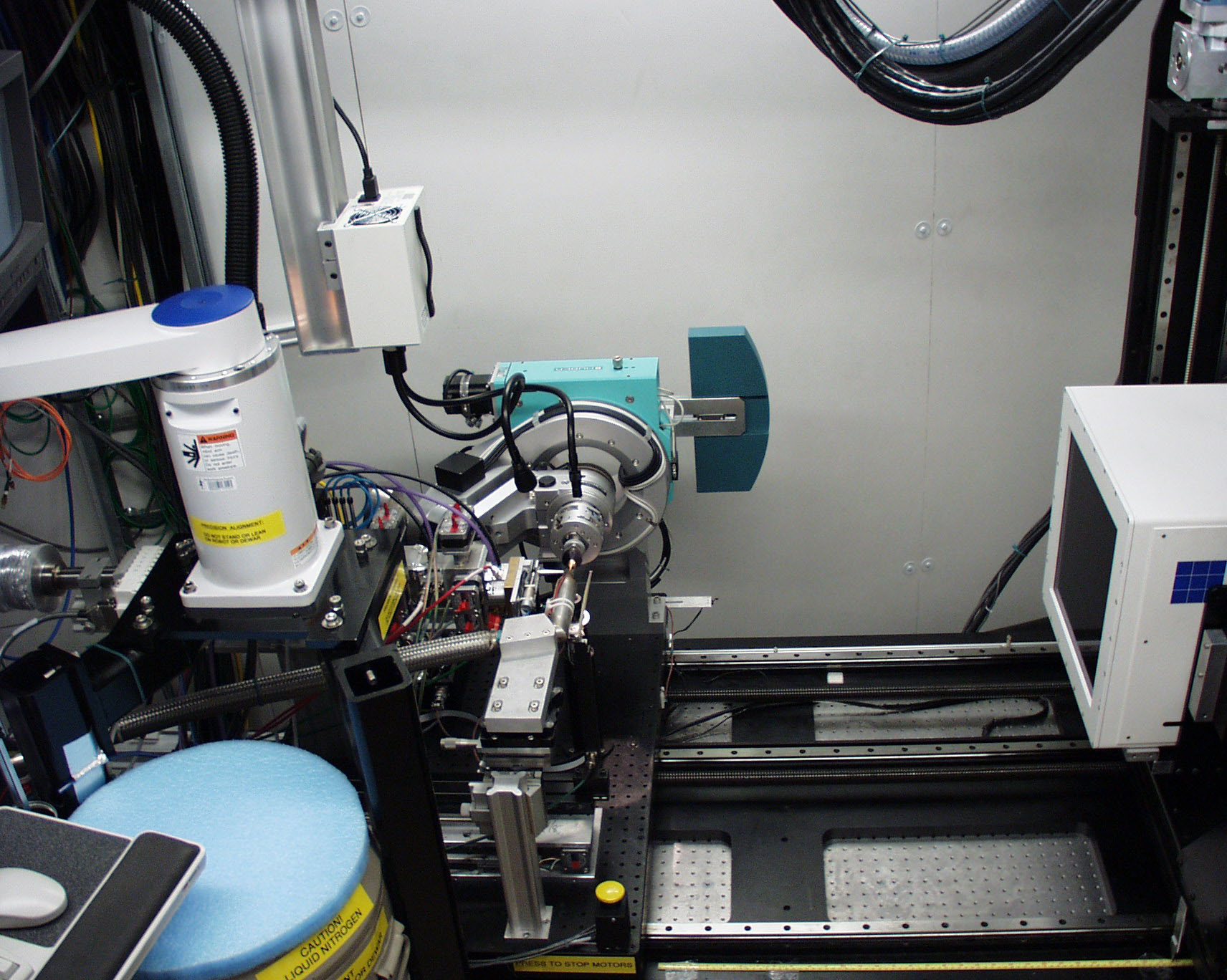
Estación de sincrotrón para experimentos de cristalografía usando el método de rotación. El haz de rayos X, de un par de décimas de mm se dirige al cristal, de aproximadamente el mismo tamaño, desde la izquierda de la imagen. El cristal se emplaza sobre un difractómetro, que permite orientar y girar el cristal para obtener un conjunto de reflexiones lo más completo posible. El patrón de difracción se graba en el detector bidimensional mostrado a la derecha, en este caso una pantalla de material sensible a los rayos X conectada a una cámara de CCD por medio de fibra óptica.

#### Método de Laue

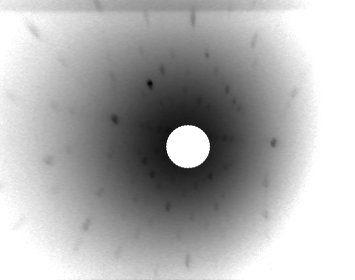
Patrón de difracción obtenido por el método de Laue en transmisión: las reflexiones dispuestas a lo largo de una curva son generadas por una misma longitud de onda.

#### Métodos de rotación de cristal

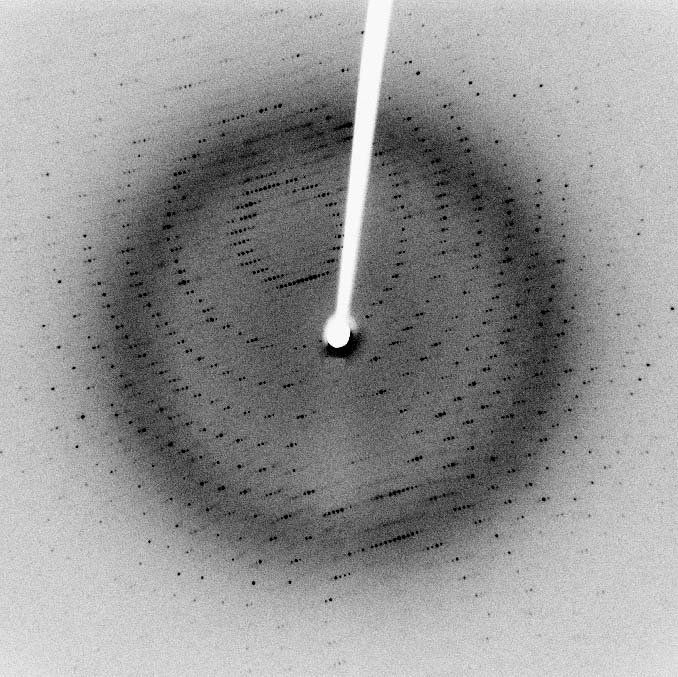
Patrón de difracción obtenido por rotación de un cristal. El uso de ordenadores para la interpretación de las imágenes obtenidas por este método lo ha transformado en el modo preferido de medición de datos en la mayoría de las aplicaciones.

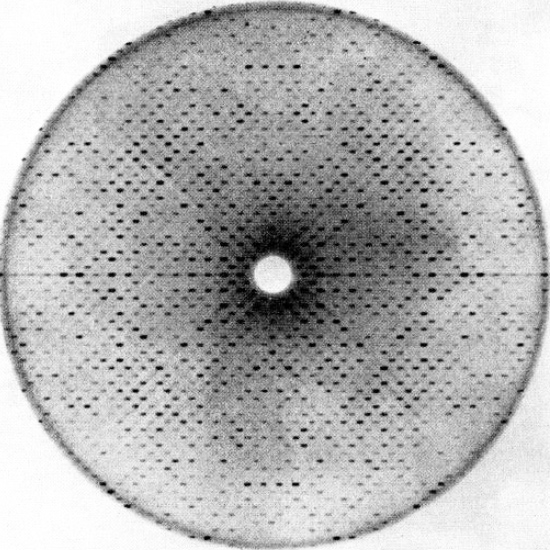
Patrón de difracción obtenido por el método de precesión. Este método resulta en una representación sin distorsiones de los planos de la red recíproca.

#### Método de polvo cristalino

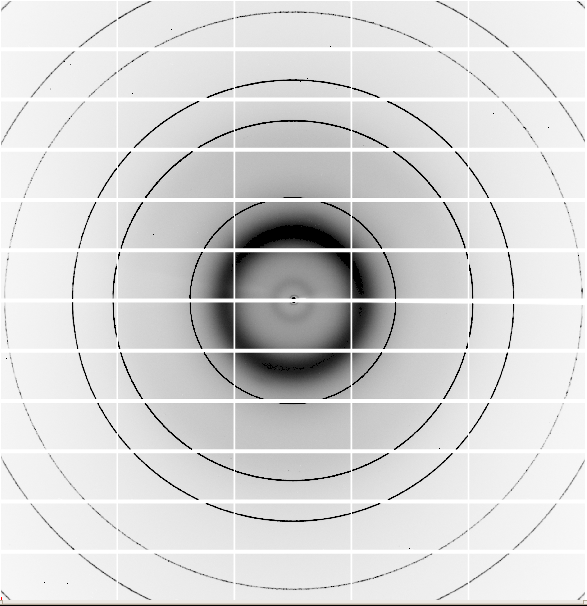
Patrón de difracción de polvo. Debido al uso de múltiples cristales en múltiples orientaciones los puntos de difracción correspondientes a los puntos de la red recíproca a la misma distancia del origen d se unen para formar un anillo.

### Premios Nobel

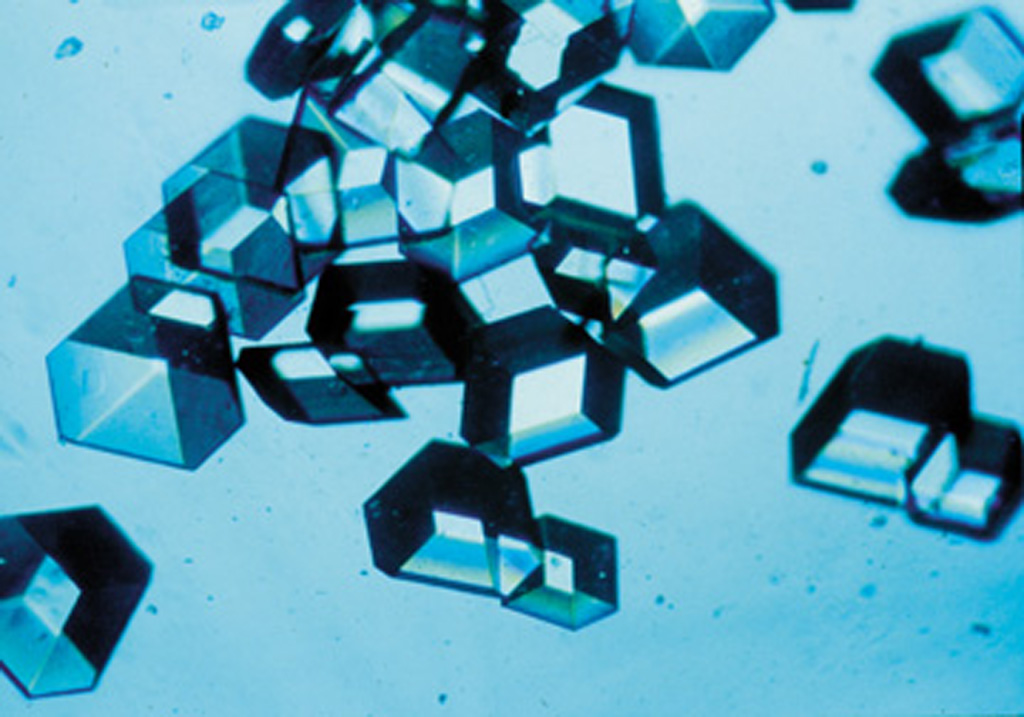
Cristales de insulina. La cristalografía de proteínas ha contribuido notablemente al desarrollo de la biología molecular.

## Limitaciones

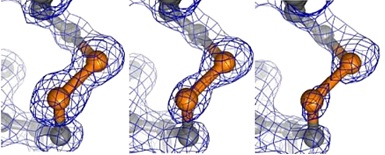
Efectos de los rayos X en un enlace disulfuro: los átomos de azufre (en naranja) capturan los fotoelectrones emitidos por los átomos presentes en la molécula al ser excitados por los rayos X. Al reducirse, el enlace entre ellos se rompe y se desplazan de su posición original, como indica la desaparición gradual de la densidad electrónica a su alrededor. Esto resulta en un modelo erróneo de la estructura.

## Adquisición de datos